# Stema municipiului Călărași

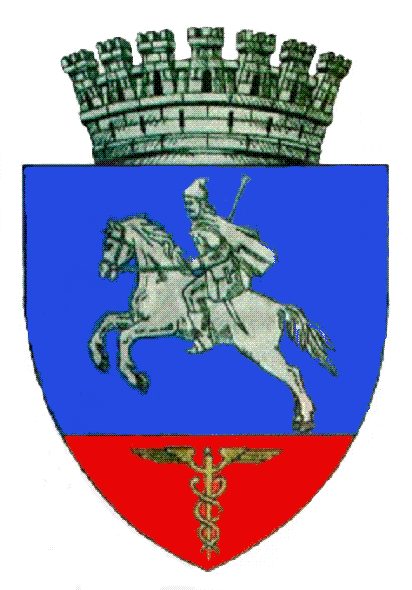
Stema municipiului Călărași

Stema municipiului Călărași a fost aprobată în 1998. Aceasta se compune dintr-un scut albastru, încărcat cu un ostaș ecvestru, de argint, gonind spre dreapta și purtând geantă, sabie și flintă din același metal. În partea inferioară, o terasă roșie pe care se află un caducel de aur. Scutul este timbrat de o coroană murală de argint, formată din șapte turnuri crenelate.
Semnificația elementelor însumate:
- Ostașul reprezintă un călăraș purtător de ștafetă, categorie întâlnită în epoca domnitorului Constantin Brâncoveanu. Acest element face aluzie la denumirea localității - arme vorvitoare;
- Caducelul evocă faptul că de-a lungul anilor așezarea a fost centru comercial.
- Coroana murală cu șapte turnuri crenelate semnifică faptul că localitatea are rangul de municipiu, reședință de județ.